# ワイルド・ホース
「ワイルド・ホース」(Wild Horses)は、ローリング・ストーンズが1971年に発表した楽曲。アルバム『スティッキー・フィンガーズ』収録。作詞・作曲はミック・ジャガーおよびキース・リチャーズ。

## 解説
曲の初出はストーンズの作品ではなく、フライング・ブリトー・ブラザーズのセカンド・アルバム『Burrito Deluxe』（1970年5月）である。カントリーロック確立の立役者であり、当時リチャーズと親交が深かった、グラム・パーソンズが主要メンバーであった。このバージョンのピアノは後に自身のアルバムでもカバーしたレオン・ラッセルが演奏している。
ストーンズのバージョンは、バンドによるレーベル「ローリング・ストーンズ・レコード」からリリースした最初のアルバム『スティッキー・フィンガーズ』（1971年6月）でフライング・ブリトー版の一年以上も後の発表となった。その後、1971年6月21日にアメリカでシングルカットされ（B面は「スウェイ」）、Billboard Hot 100で28位まで上昇。カントリー色の強いバラードで、曲はリチャーズがメロディとサビのフレーズを書き、残りの歌詞をジャガーが書いた。リチャーズによれば「これが俺とミックの典型的な共作の仕方」だという。12弦ギターおよびエレキギターによるスライドプレイはリチャーズで、ミック・テイラーはアコースティックギターのみの担当となっている。ジャガーがマリアンヌ・フェイスフルが自殺未遂を図ったことにインスパイアされて作ったという説もあるが（実際にフェイスフルは、1969年7月8日に睡眠薬の過剰服用で5日間昏睡状態に陥った事がある）、ジャガー本人は「マリアンヌとは関係なかったはず」と否定している。本作は1969年12月にレコーディングされているが、当時はまだアブコ・レコードとの契約が残っていたため、ベストアルバムなどに収録される場合、1969年以前の作品のようにアブコによる編集盤に収録される事がある（「ブラウン・シュガー」も同様）。
コンサートでも頻繁に採り上げられており、リリースされた1971年から最新の2015年のツアーまで演奏されている。ただし1980年代にはレパートリーから外されていた。また多くのコンピレーションアルバムに収録されている。
『ローリング・ストーン』誌が選ぶ最も偉大な500曲において、193位にランクされている。

## 参加ミュージシャン
※レコード／CD記載のクレジットに準拠
- ミック・ジャガー - リードボーカル
- キース・リチャーズ - エレキギター、アコースティックギター、バッキングボーカル
- ミック・テイラー - アコースティックギター
- ビル・ワイマン - ベース
- チャーリー・ワッツ - ドラムス
- ジム・ディッキンソン - ピアノ

## 別バージョン
リリース前の1970年に公開された映画『ギミー・シェルター』では、ストーンズのメンバーがこの曲をプレイバックしているシーンがあるが、ここで聞かれる音源はオリジナルテイクとは異なる別バージョンである。
2015年リリースの『スティッキー・フィンガーズ・デラックス・エディション』には、未発表だったバージョンが収録された。ここで聴けるバージョンは、オリジナルにあったスライドギターやコーラスがない他、ジャガーのボーカルも一部異なっている。

## カバー
- レオン・ラッセル - アルバム『Stop All That Jazz』（1974年）に収録。トリビュート・アルバム『Cover You: A Tribute to the Rolling Stones』（1998年）にも提供している。
- ザ・サンデイズ - アルバム『Blind』（1992年）に収録。
- オーティス・クレイ - トリビュートアルバム『Paint It Blue: Songs of the Rolling Stones』（1997年）に収録。
- スーザン・ボイル - デビューアルバム『夢やぶれて』（2009年）に収録。